# Martignas-sur-Jalle
Martignas-sur-Jalle là một xã trong tỉnh Gironde, thuộc vùng Nouvelle-Aquitaine của nước Pháp, có dân số là 5574 người (thời điểm 1999). Xã nằm trong vùng đô thị của thành phố Bordeaux. Trong khi Martignas-sur-Jalle trong năm 1962 còn có trên 892 dân cư thì năm 1999 đã có 5.547 người dân. Martignas-sur-Jalle là một nơi trồng nho trong vùng trồng nho Graves.

## Các thành phố kết nghĩa
- Foundiougne Sénégal